# Porto seco
Um porto seco ou estação aduaneira do interior é um terminal intermodal interno diretamente conectado por uma rodovia ou ferrovia a um porto marítimo, operando como um centro de transbordo de carga vinda do mar para destinos interiores.
Além de sua função no transbordo de carga, os portos secos também podem incluir instalações para armazenamento e consolidação de mercadorias e manutenção para transportadores de carga rodoviária ou ferroviária. A localização dessas instalações em um porto seco alivia a competição por armazenamento e espaço alfandegário nos portos marítimos.
Um porto seco pode acelerar o fluxo de carga entre os navios e as principais redes de transporte terrestre. Os portos secos podem melhorar o movimento de importação e exportação, movendo os processos demorados de contêineres para o interior, longe de portos marítimos congestionados.